# 24 години Дайтони

Логотип 24-години Дайтони

Daytona International Speedway

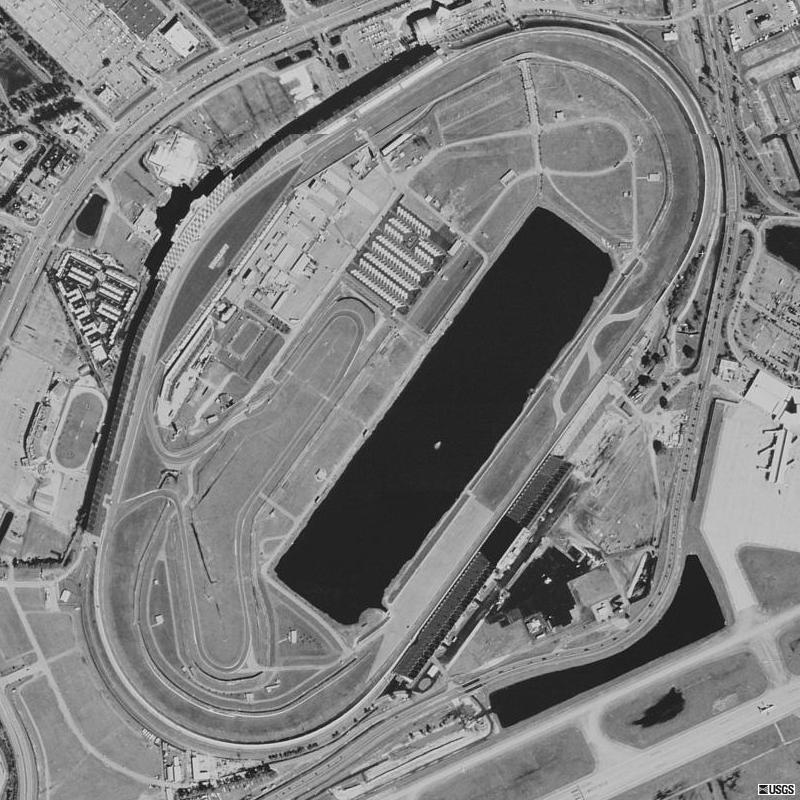
Daytona International Speedway, вигляд з висоти пташиного польоту.

Rolex 24 at Daytona, раніше відома як 24 години Дайтони — 24-годинна гонка на витривалість, що проводиться щорічно на Daytona International Speedway в Дайтона-Біч, штат Флорида. Вона проходить на 3,56-мильній (5728 м) комбінованій дорожній трасі, що включає ділянки три-овалу NASCAR і дорожню ділянку в Інфілд. Зі свого заснування вона проводиться в останній вікенд січня або перший вікенд лютого, як частина Тижня Швидкості і є першою з головних автомобільних гонок сезону в США.
Гонка за роки свого існування змінила кілька імен. З 1991 року Rolex Watch Co стала титульним спонсором гонки, змінивши Sunbank (нині SunTrust), який у свою чергу змінив Pepsi в 1984 році. Переможці у всіх класах отримують сталеві годинник Rolex Daytona.
У 2006 гонка пройшла на тиждень раніше в січні, щоб уникнути перетину з Суперболом, який, у свою чергу, перемістився кілька років тому на тиждень вперед. Таким чином, дві події обмінялися датами.

## Початок
У 1962 році, через кілька років після спорудження треку, була проведена 3-годинна гонка спортивних автомобілів, Daytona Continental, яка була частиною чемпіонату світу серед спортивних автомобілів. Першу гонку виграв Ден Герні на Лотус 19 з 2,7 л двигуном Coventry Climax. Також у гонках брали участь багато Porsche 718, але ці 1600-кубові машини були занадто слабкі для відносно коротких і швидких гонок.
У 1964 році гонка була розширена до 2000 км (1220 миль), що було подвійною дистанцією класичних 1000 км гонок на Нюрбургринзі, Спа і Монці. Дистанція становила приблизно половину того, що проходили в 24 годинах Ле Мана і приблизно відповідала дистанції 12 годин Себрінге, що проходять там же у Флориді, кількома тижнями пізніше. Починаючи з 1966 року, гонка в Дайтоні стала проводитися протягом 24 годин, як у Ле-Мані.

## Історія 24-х годин

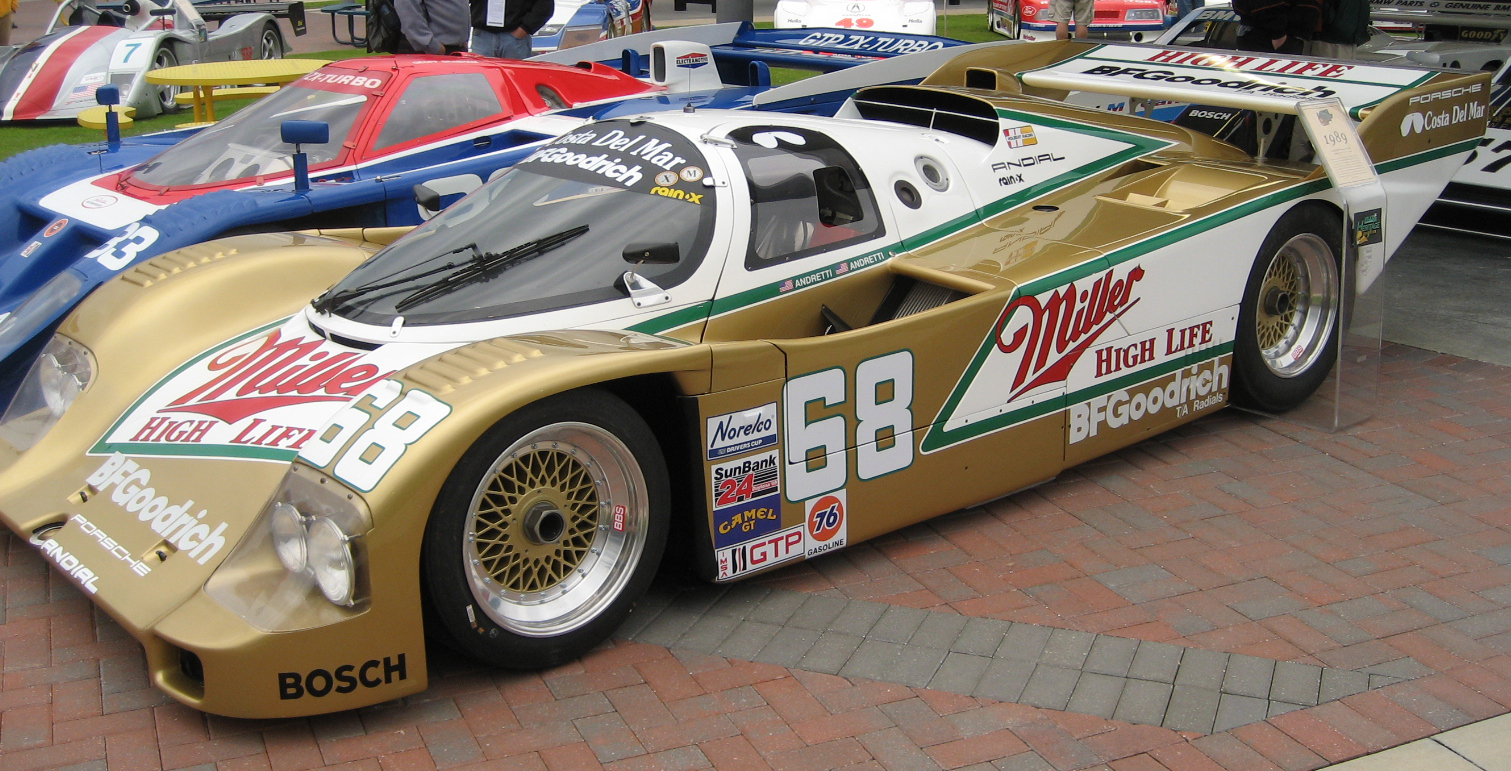
Porsche 962 команди Holbert Racing. 1989 рік.

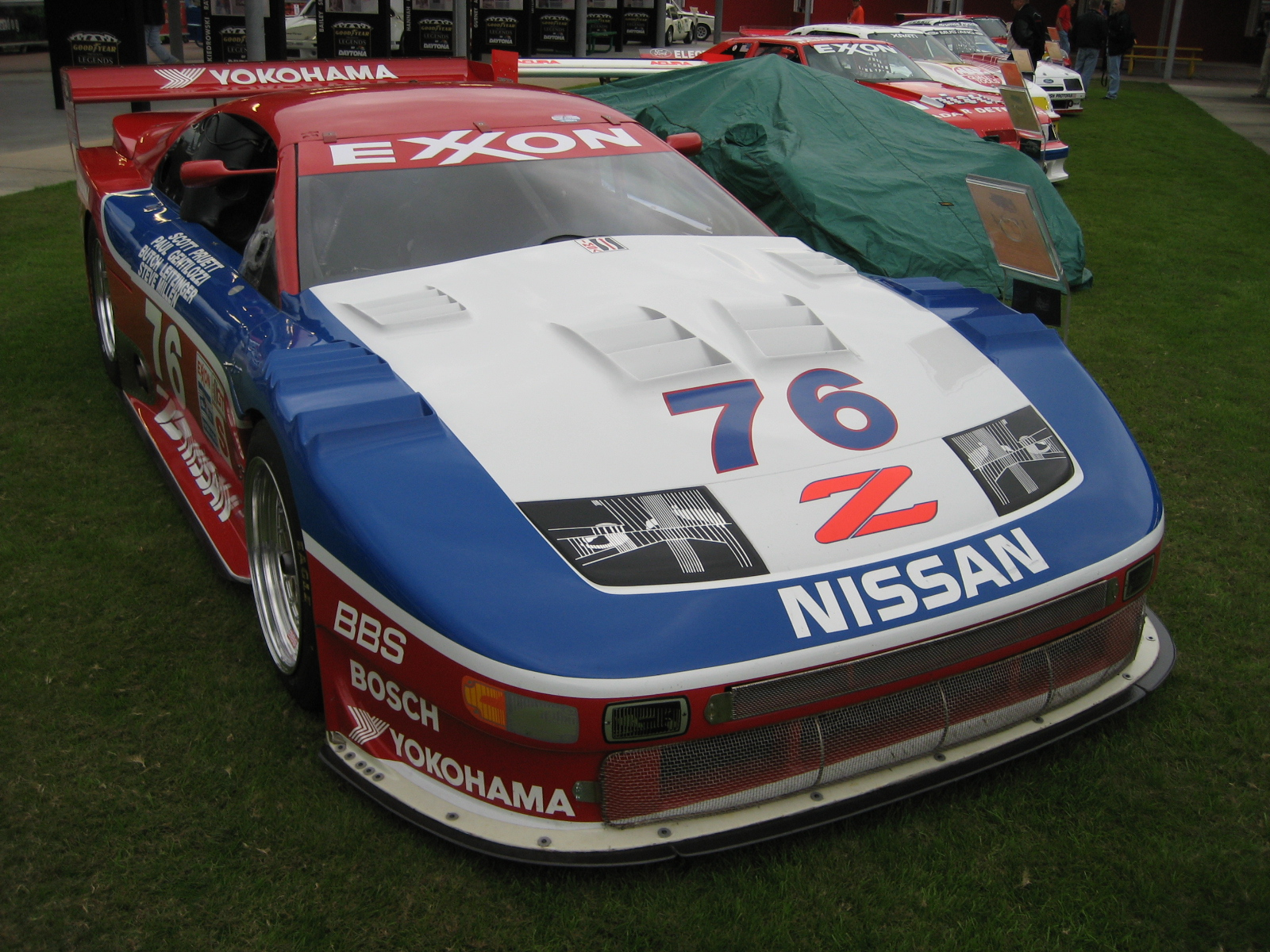
Nissan 300ZX команди Clayton Cunningham Racing.

Так як і в 24 годинах Спа (які проводиться з 1924 року) і 24 годинах Нюрбургринга (з 1970 року) мета заходу — визначити команду гонщиків, які зможуть проїхати далі за всіх за певний проміжок часу, на відміну від більшості гонок, де потрібно проїхати задану дистанцію за мінімальний час.
На відміну від Ле-мана, гонка в Дайтоні проводиться на повністю закритій трасі в межах овалу, без використання міських вулиць. Використовується велика частина крутого бенкінгу, який переривається в шикані на задній прямій і швидкою секцією Інфілд, що включає дві шпильки. Також на відміну від Ле-мана, гонка проводиться взимку, коли ночі довгі. Освітлення встановлено по периметру траси, для забезпечення можливості перегонів у нічний час, хоча Інфілд освітлений все ще не так добре, як сам овал. Проте загальне освітлення дає близько 20 %, що схоже з освітленням Ле-мана, де яскраво освітлений лише піт-лейн, а інша частина має освітлення схоже з вуличним.
У минулому, автомобіль повинен був перетнути лінію фінішу після закінчення 24 годин, щоб бути класифікованим, що призводило до цікавих ситуацій, коли пошкоджений автомобіль годинами чекав у боксах або на узбіччі неподалік від фінішу, потім запускав двигун і поповзом перетинав лінію фінішу в останній раз просто щоб фінішувати по закінченню 24-х годин і отримати класифікацію, що краща за дискваліфікацію з формулюванням DNF (Did Not Finish — Не фінішував). У ході першої гонки 1962 Daytona Continental (тоді ще 3 годинної), Лотус Герні лідирував за пройденою дистанцією, коли вийшов з ладу його двигун і він припаркувався на вершині бенкінгу перед фінішною лінією. Коли закінчилися три години, Герні скотився вниз ще кілька метрів щоб перетнути фінішну лінію, не тільки зафіксувавши позицію, але і фактично виграв гонку. Це призвело до міжнародного правила, яке вимагає, щоб автомобіль фінішував своїм ходом для того, щоб бути класифікованим. За іронією долі, Герні врозріз з новим правилом, на 12 годинах Сабрінге в 1966 році, коли вийшов з ладу двигун в його Ford GT за дві хвилини до закінчення гонки. Герні, на його розчарування, намагалися проштовхнути свою машини через лінію фінішу, що призвело до його дискваліфікації.
Після програшу Форду в 1966 році і в Дайтоні і на Ле-мані, прототипи Феррарі серії П прийшли до фінішу парадним строєм в три машини в 1967. Дорожній автомобіль Ferrari 365 GTB/4 отримав неофіційну назву Ferrari Daytona на честь цієї перемоги. У 1968 році Порше повторили їхню потрійну перемогу. Після того як Герард Міттер зазнав аварії через розрив шини на овалі, його напарник Роль Штоммелен приєднався до екіпажу Віка Елфорда і Йохена Ніірпаша. Коли автомобіль Джо Зіфферта та Ханса Херманна, довго лідируючи, опустився на друге місце через технічні проблеми, обидва пілоти приєдналася до нових лідерів. Таким чином, Порше привела на вищий щабель подіуму 5 з 8 своїх гонщиків, та ще двоє, Джо Шлессер і Джо Бузетта були на третьому місці, і лише Міттер вибув.
У 1972 році внаслідок енергетичної кризи гонка була скорочена до 6 годин, а у 1974 році скасовано повністю.
У 1982 році, після постійного знаходження у складі Чемпіонату світу серед спортивних автомобілів, гонка вийшла із серії, яка прагнучи знизити витрати вирішила проводитись тільки в Європі і на більш коротких перегонах. Сама гонка стала частиною МАСА ГТ (Чемпіонат автомобілів класу ГТ організований Міжнародною Автомобільною Спортивною Асоціацією).
У 70-х команди збільшили свої екіпажі до 3 пілотів. Нині нерідко виступають і 4 і 5 гонщиків. Переможці 1997 привели на подіум відразу 7 гонщиків.

## Grand-Am & Прототипи Дайтони
Після проблем з МАСА (Міжнародна Автомобільна Спортивна Асоціація) в 90-х, гонка в Дайтоні увійшла до складу серії Grand-Am, суперника Американської Серії Ле-Ман (ALMS), яка, як свідчить її ім'я, використовує той же регламент, що і Серія Ле-Ман, а також 24 години Ле-Мана, хоча 24 години Ле-Мана не входить в календар ALMS. А серія Grand-Am, навпаки має тісні зв'язки з NASCAR і акцентується на контролі витрат і щільності змагань.
У 2002 році був введений новий регламент, покликаний зробити гонки більш дешевими. Відповідно до нього в прототипах гонки в Дайтоні повинні використовуватись менш дорогі матеріали і технології, простіша аеродинаміка з метою зменшення витрат на розробку і доведення автомобіля.
Шасі виробляються спеціалізованими фірмами, на кшталт Riley, Doran, Fabcar і Crawford, за замовленнями команд, а двигуни відомі під іменами великих автомобільних компаній, як Pontiac, Lexus, Ford, BMW та Porsche. На відміну від інших серій машини іменуються за формулою Двигун-Шасі (наприклад «Lexus-Riley»), оскільки виробники шасі маловідомі і не виробляють дорожніх машин, подібно іншим виробникам гоночних шасі.

## ГТу Дайтоні
Клас Гран-турізмо в Дайтоні ближче до дорожніх машин, ніж де-небудь ще, наближаючись до класу GT3. Приміром використовується більша стандартна кубкова версія 996, замість гоночних версій RS/RSR. З недавніх учасників Дайтони зустрічаються також BMW M3 і M6, Porsche 911, Chevrolet Camaro і Corvette, Mazda RX-8 і Pontiac GTO.R.
З метою зменшення витрат, регламент ГТ тепер дозволяє використовувати навісні панелі, схожі з серійними (нова Mazda, приміром, або Infiniti G35). Ці правила чимось нагадують старі специфікації GTO, але з великими обмеженнями. Допущення каркасно-панельної конструкції автомобілів дозволяє зменшити витрати — особливо після аварій, коли команди можуть відновити автомобіль до наступної гонки меншою ціною, або модифікувати його, замість того, щоб списати весь автомобіль після аварії або в кінці року.

## Гонка2006року

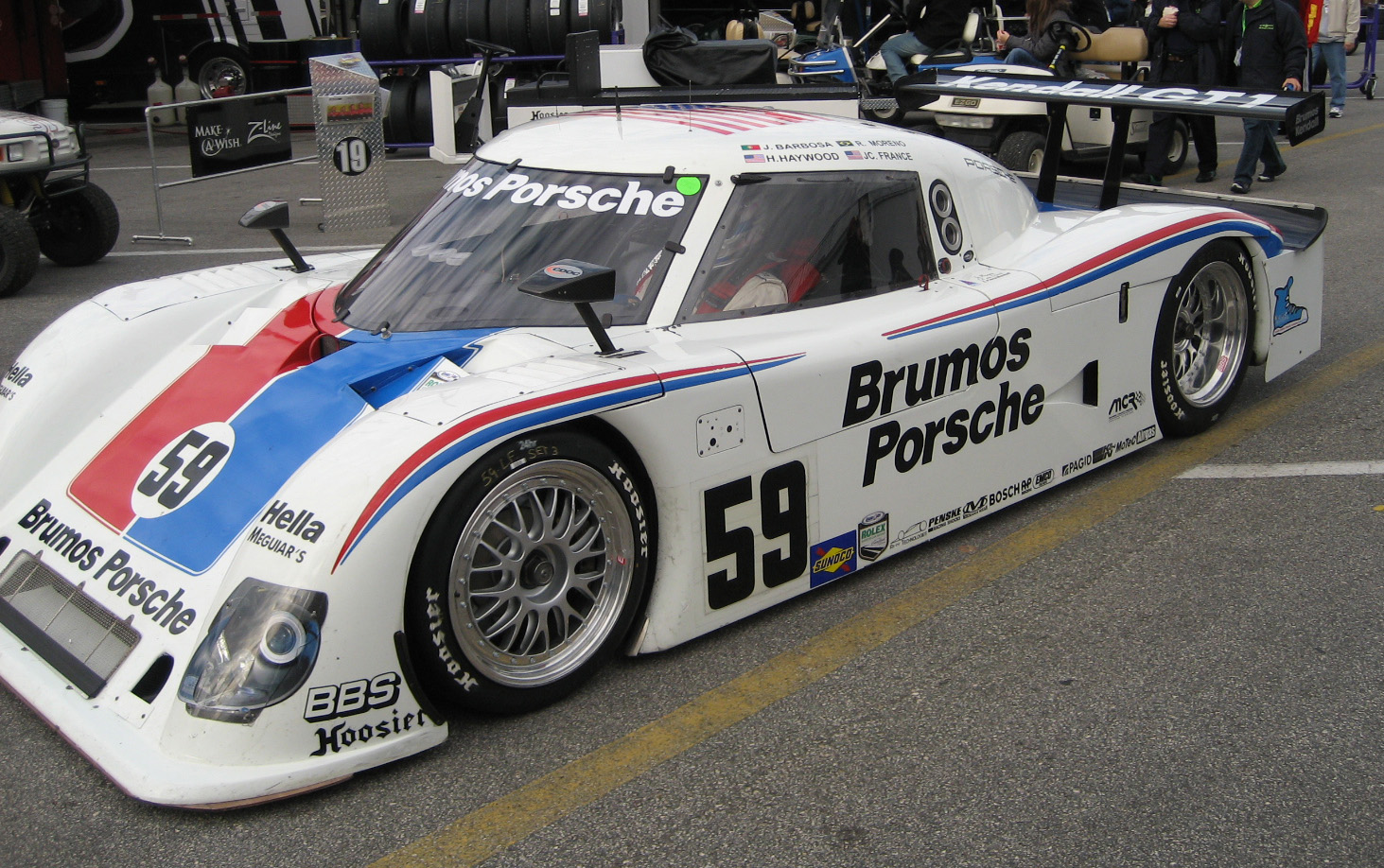
Порше команди Brumos Racing під ромером 59.

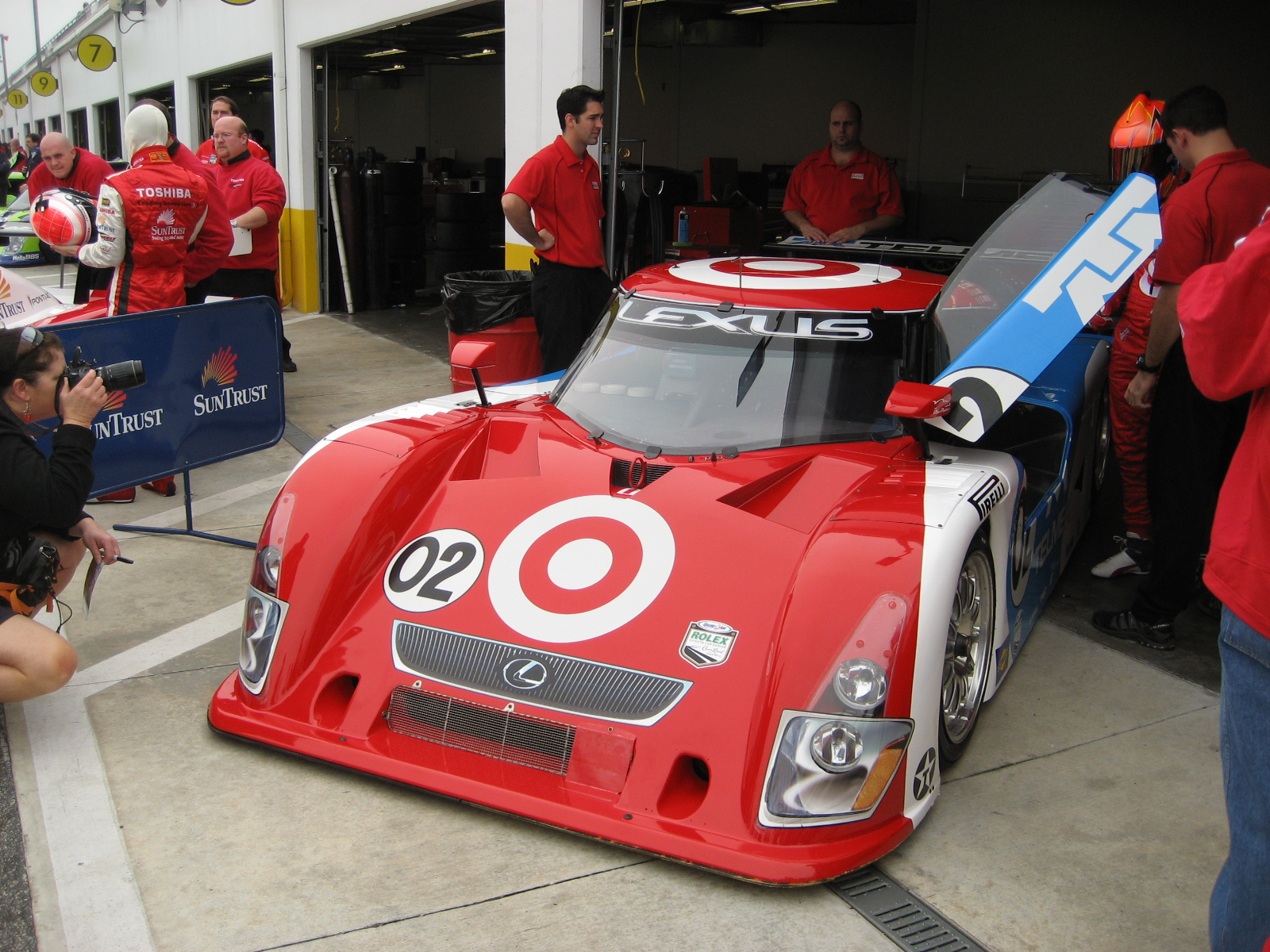
Riley-Lexus команди Target Chip Ganassi під номером 02.

У гонці 2006 команди, що мають традиційні зв'язки з Порше (як Brumos Racing, яка з 70-х традиційно нумерує свої Порше номерами 58 і 59), зробили спробу «завоювання» Дайтони. Заводські гонщики Порше були розподілені між командами, які комплектуються двигунами Порше, і німець Лукас Лур взяв поул на Crawford-Porsche № 23 від команди Alex Job Racing. У гонці автомобіль, ведений також Майком Роккенфеллером і Патріком Лонгом, деякий час лідирував, але втратив лідерство під час ремонту рульового управління і фінішував лише 3-м попереду Fabcar-Porsche № 58 команди Red Bull Brumos з ще одним заводським гонщиком Порше Сашею Маасеном. Пара автомобілів Riley-Lexus прийшла 1-м і 2-м, а зоряний склад Target Chip Ganassi у складі Скотта Діксона, Дена Уелдона і Кейсі Мірза здобув перемогу.
У класі ГТ, як зазвичай, було безліч Порше, а їх найшвидшим гонщиком був Вольф Хенцлер. Досвідчена команда The Racer's Group виставила Pontiac GTO.R який не лише взяв поул у ГТ, але також лідирував на ранній стадії гонки, б'ючись з новітніми 997, і фінішував 10-м (другим у класі). Перемогла ж № 36 від TPC Racing Porsche, керована Ренді Побстом, Майклом Левітасом, Яном Басом і Спенсером Пампеллі, чия машина пройшла на 3 кола більше і прийшла 9-ю в загальному заліку. Другим найкращим «не-Порше» став ще один GTO.R від TRG, що прийшов 26-м у загальному заліку і 13-м у класі.

## Статистика
Найбільш часто перемагали в Дайтоні Порше (22 перемоги), спорткари базувалися на моделях 911, 935 та 996. Також Порше перемогли рекордних 11 послідовних перегонів у 1977—1987 роки, а також 18 з 23 перегонів, 1968—1991.
Статистика перемог серед автомобілів:
- Porsche — 22 перемоги: 1968, '70, '71, '73, '75, '77-87, '89, '91, '95, 2003, '09, '10
- Ferrari — 5 перемог: 1963, '64, '67, '72, '98
- Ford — 4 перемоги: 1965, '66, '97, '99
- Lexus — 3 перемоги: 2006, '07, '08
- Chevrolet — 2 перемоги: 1969, 2001
- Jaguar — 2 перемоги: 1988, '90
- Nissan — 2 перемоги: 1992, '94
- Pontiac — 2 перемоги: 2004, '05
- Lotus — 1 перемога: 1962
- BMW — 1 перемога: 1975
- Toyota — 1 перемога: 1993
- Oldsmobile — 1 перемога: 1996
- Dodge — 1 перемога: 2000
- Dallara-Judd — 1 перемога: 2002

Статистика перемог серед водіїв:
- Херлі Хейвуд — 5 перемог: 1973, '75, '77, '79, '91
- Педро Родрігес — 4 перемоги: 1963, '64, '70, '71
- Боб Воллек — 4 перемоги: 1983, '85, '89, '91
- Пітер Грегг — 4 перемоги: 1973, '75, '76, '78
- Штоммелен — 4 перемоги: 1968, '78, '80, '82
- Енді Уоллес — 3 перемоги: 1990, '97, '99
- Бутч Лейтзінгер — 3 перемоги: 1994, '97, '99
- Дерек Белл — 3 перемоги: 1986, 87, '89
- Скотт Пруетт- 3 перемоги: 1994, 2007, '08

## Переможці
| Рік              | Дата                                                | Пілоти                                                                                               | Команда                                             | Автомобіль                                          | №                                                   | Відстань                                            | Зауваження                                                                                             |
| 3-годинна гонка  | 3-годинна гонка                                     | 3-годинна гонка                                                                                      | 3-годинна гонка                                     | 3-годинна гонка                                     | 3-годинна гонка                                     | 3-годинна гонка                                     | |
| ---------------- | --------------------------------------------------- | --- | --------------------------------------------------- | --------------------------------------------------- | --------------------------------------------------- | --------------------------------------------------- | --- |
| 1962             | 11 лютого                                           | Ден Герні                                                                                            | Frank Arciero                                       | Lotus 19B-Coventry Climax                           | 96                                                  | 502.791 км                                          | Чемпіонат Світу серед спортивних автомобілів                                                           |
| 1963             | 17 лютого                                           | Педро Родрігес                                                                                       | North American Racing Team                          | Ferrari 250 GTO                                     | 18                                                  | 494.551 км                                          | Чемпіонат Світу серед спортивних автомобілів                                                           |
| Гонка на 2000 км |                                                     | |                                                     |                                                     |                                                     |                                                     | |
| 1964             | 16 лютого                                           | Педро Родрігес Філ Хілл                                                                              | North American Racing Team                          | Ferrari 250 GTO                                     | 30                                                  | -                                                   | Чемпіонат Світу серед спортивних автомобілів                                                           |
| 1965             | 28 лютого                                           | Кен Майлз Ллойд Рубі                                                                                 | Shelby-American Inc.                                | Ford GT40 Mk.II                                     | 73                                                  | -                                                   | Чемпіонат Світу серед спортивних автомобілів                                                           |
| 24-годинна гонка |                                                     | |                                                     |                                                     |                                                     |                                                     | |
| 1966             | 5 лютого 6 лютого                                   | Кен Майлз Ллойд Рубі                                                                                 | Shelby-American Inc.                                | Ford GT40 Mk. II                                    | 98                                                  | 4157.222 км                                         | Чемпіонат Світу серед спортивних автомобілів                                                           |
| 1967             | 4 лютого 5 лютого                                   | Лоренцо Бандіні Кріс Амон                                                                            | SpA Ferrari SEFAC                                   | Ferrari 330 P4                                      | 23                                                  | 4083.646 км                                         | Чемпіонат Світу серед спортивних автомобілів                                                           |
| 1968             | 3 лютого 4 лютого                                   | Вік Елфорд Йохен Нірпах Ральф Штоммелен Жо Сіфферт Ханс Херрманн                                     | Porsche System Engineering                          | Porsche 907LH                                       | 54                                                  | 4126.567 км                                         | Чемпіонат Світу серед спортивних автомобілів                                                           |
| 1969             | 1 лютого 2 лютого                                   | Марк Донохью Чак Парсонс                                                                             | Roger Penske Sunoco Racing                          | Lola T70 Mk.3B-Chevrolet                            | 6                                                   | 3838.382 км                                         | Чемпіонат Світу серед спортивних автомобілів                                                           |
| 1970             | 31 січня 1 лютого                                   | Педро Родрігес Лео Кіннунен Брайан Редман                                                            | J.W. Engineering                                    | Porsche 917K                                        | 2                                                   | 4439.279 км                                         | Чемпіонат Світу серед спортивних автомобілів                                                           |
| 1971             | 30 січня 31 січня                                   | Педро Родрігес Джекі Олівер                                                                          | J.W. Engineering                                    | Porsche 917K                                        | 2                                                   | 4218.542 км                                         | Чемпіонат Світу серед спортивних автомобілів                                                           |
| 6-годинна гонка  |                                                     | |                                                     |                                                     |                                                     |                                                     | |
| 1972             | 5 лютого 6 лютого                                   | Маріо Андретті Джекі Ікс                                                                             | SpA Ferrari SEFAC                                   | Ferrari 312PB                                       | 2                                                   | 1189.531 км                                         | Чемпіонат Світу серед спортивних автомобілів                                                           |
| 24-годинна гонка |                                                     | |                                                     |                                                     |                                                     |                                                     | |
| 1973             | 3 лютого 4 лютого                                   | Пітер Грегг Херлі Хейвуд                                                                             | Brumos Porsche                                      | Porsche Carrera RSR                                 | 59                                                  | 4108.172 км                                         | Чемпіонат Світу серед спортивних автомобілів                                                           |
| 1974             | Перегони не проводились у зв'язку з нафтовою кризою | Перегони не проводились у зв'язку з нафтовою кризою                                                  | Перегони не проводились у зв'язку з нафтовою кризою | Перегони не проводились у зв'язку з нафтовою кризою | Перегони не проводились у зв'язку з нафтовою кризою | Перегони не проводились у зв'язку з нафтовою кризою | |
| 1975             | 1 лютого 2 лютого                                   | Пітер Грегг Херлі Хейвуд                                                                             | Brumos Porsche                                      | Porsche Carrera RSR                                 | 59                                                  | 4194.015 км                                         | Чемпіонат Світу серед спортивних автомобілів МАСА ГТ                                                   |
| 1976             | 31 січня 1 лютого                                   | Пітер Грегг Брайан Редман Джон Фіцпатрік                                                             | BMW of North America                                | BMW 3.0 CSL                                         | 59                                                  | 3368.035 км                                         | МАСА ГТ (Чемпіонат автомобілів класу ГТ організований Міжнародною Автомобільною Спортивною Асоціацією) |
| 1977             | 5 лютого 6 лютого                                   | Херлі Хейвуд Джон Грейвс Дейв Хелмік                                                                 | Ecurie Escargot                                     | Porsche Carrera RSR                                 | 43                                                  | 4208.499 км                                         | [Чемпіонат Світу серед спортивних автомобілів МАСА ГТ                                                  |
| 1978             | 4 лютого 5 лютого                                   | Пітер Грегг Ральф Штоммелен Тоні Хеземанс                                                            | Brumos Porsche                                      | Porsche 935/77                                      | 99                                                  | 4202.319 км                                         | Чемпіонат Світу серед спортивних автомобілів МАСА ГТ                                                   |
| 1979             | 3 лютого 4 лютого                                   | Херлі Хейвуд Тед Фієлд Денні Онгейс                                                                  | Interscope Racing                                   | Porsche 935/79                                      | 0                                                   | 4227.039 км                                         | Чемпіонат Світу серед спортивних автомобілів МАСА ГТ                                                   |
| 1980             | 2 лютого 3 лютого                                   | Ральф Штоммелен Волкерт Мерл Рейнгольд Хоест                                                         | L&M Joest Racing                                    | Porsche 935J                                        | 2                                                   | 4418.615 км                                         | Чемпіонат Світу серед спортивних автомобілів МАСА ГТ                                                   |
| 1981             | 31 січня 1 лютого                                   | Боббі Рахал Брайан Редман Боб Гарретсон                                                              | Garretson Racing/Style Auto                         | Porsche 935 K3                                      | 9                                                   | 4375.355 км                                         | Чемпіонат Світу серед спортивних автомобілів МАСА ГТ                                                   |
| 1982             | 30 січня 31 січня                                   | Джон Паул ст. Джон Паул мол. Ральф Штоммелен                                                         | JLP Racing                                          | Porsche 935 JLP-3                                   | 18                                                  | 4443.334 км♦                                        | МАСА ГТ                                                                                                |
| 1983             | 5 лютого 6 лютого                                   | А. Д. Фойт Престон Хенн Боб Воллек Клод Баллот-Лена                                                  | Henn's Swap Shop Racing                             | Porsche 935L                                        | 6                                                   | 3819.167 км                                         | МАСА ГТ                                                                                                |
| 1984             | 4 лютого 5 лютого                                   | Сарел ван дер Мерві Тоні Мартін Грем Даксбері                                                        | Kreepy Krauly Racing                                | March 83G-Porsche                                   | 00                                                  | 3986.023 км                                         | МАСА ГТ                                                                                                |
| 1985             | 2 лютого 3 лютого                                   | А. Д. Фойт Боб Воллек Аль Унсер ст. Тьєррі Бутсен                                                    | Henn's Swap Shop Racing                             | Porsche 962                                         | 8                                                   | 4027.673 км                                         | МАСА ГТ                                                                                                |
| 1986             | 1 лютого 2 лютого                                   | Аль-Холберт Дерек Белл Аль Унсер мол.                                                                | Löwenbräu Holbert Racing                            | Porsche 962                                         | 14                                                  | 4079.236 км                                         | МАСА ГТ                                                                                                |
| 1987             | 31 січня 1 лютого                                   | Аль-Холберт Дерек Белл Чіп Робінсон Аль Унсер мол.                                                   | Löwenbräu Holbert Racing                            | Porsche 962                                         | 14                                                  | 4314.136 км                                         | МАСА ГТ                                                                                                |
| 1988             | 30 січня 31 січня                                   | Рауль Боесел Мартін Брандл Джон Нільсен Ян Ламмерс                                                   | Castrol Jaguar Racing                               | Jaguar XJR-9                                        | 60                                                  | 4170.905 rv                                         | МАСА ГТ                                                                                                |
| 1989             | 4 лютого 5 лютого                                   | Джон Андретті Дерек Белл Боб Воллек                                                                  | Miller/BFGoodrich Busby Racing                      | Porsche 962                                         | 67                                                  | 3557.873 км♣                                        | МАСА ГТ                                                                                                |
| 1990             | 3 лютого 4 лютого                                   | Деві Джонс Ян Ламмерс Енді Уоллес                                                                    | Castrol Jaguar Racing                               | Jaguar XJR-12D                                      | 61                                                  | 4359.970 км                                         | МАСА ГТ                                                                                                |
| 1991             | 2 лютого 3 лютого                                   | Херлі Хейвуд Луї Крагес Франк Єлінські Анрі Пескароло Боб Воллек                                     | Joest Racing                                        | Porsche 962C                                        | 7                                                   | 4119.341 км                                         | МАСА ГТ                                                                                                |
| 1992             | 1 лютого 2 лютого                                   | Масахіро Хашемі Казуйоші Хосіно Тосіо Сузукі                                                         | Nissan Motorsports Intl.                            | Nissan R91CP                                        | 23                                                  | 4365.700 км                                         | МАСА ГТ                                                                                                |
| 1993             | 30 січня 31 січня                                   | П. Д. Джонс Марк Дісмор Рокі Моран                                                                   | All American Racers                                 | Toyota Eagle MkIII-Toyota                           | 99                                                  | 3999.027 км                                         | МАСА ГТ                                                                                                |
| 1994             | 5 лютого 6 лютого                                   | Паул Гентілоззі Скотт Пруетт Бутч Лейтзінгер Стів Міллен                                             | Cunningham Racing                                   | Nissan 300ZX                                        | 76                                                  | 4050.090 км                                         | МАСА ГТ                                                                                                |
| 1995             | 4 лютого 5 лютого                                   | Юрген Лессіг Крістоф Бушу Джованні Лаваджі Марко Вернер                                              | Kremer Racing                                       | Kremer K8 Spyder-Porsche                            | 10                                                  | 3953.192 км                                         | МАСА ГТ                                                                                                |
| 1996             | 3 лютого 4 лютого                                   | Уейн Тейлор Скотт Шарп Джим Пейс                                                                     | Doyle Racing                                        | Riley & Scott Mk III-Oldsmobile                     | 4                                                   | 3993.298 км                                         | МАСА ГТ                                                                                                |
| 1997             | 1 лютого 2 лютого                                   | Роб Дайсон Джеймс Уівер Бутч Лейтзінгер Енді Уоллес Джон Пол мол. Елліот Форбс-Робінсон Джон Шнайдер | Dyson Racing                                        | Riley & Scott Mk III-Ford                           | 16                                                  | 3953.192 км                                         | МАСА ГТ                                                                                                |
| 1998             | 31 січня 1 лютого                                   | Мауро Бальді Ар'є Луєндик Жанп'єро Моретті Дідьє Тейс                                                | Doran-Moretti Racing                                | Ferrari 333 SP                                      | 30                                                  | 4073.507 км                                         | Чемпіонат Сполучених штатів серед спортивних автомобілів                                               |
| 1999             | 30 січня 31 січня                                   | [Елліот Форбс-Робінсон Бутч Лейтзінгер Енді Уоллес                                                   | Dyson Racing Team Inc.                              | Riley & Scott Mk III-Ford                           | 20                                                  | 4056.319 км                                         | Чемпіонат Сполучених штатів серед спортивних автомобілів                                               |
| 2000             | 5 лютого 6 лютого                                   | Олівер Беретта Домінік Дюпюї Карл Вендлінгер                                                         | Viper Team Oreca                                    | Dodge Viper GTS-R                                   | 91                                                  | 4142.258 км                                         | Ролекс спорткар серії                                                                                  |
| 2001             | 3 лютого 4 лютого                                   | Рон Фелловс Кріс Кнейфел Франк Фреон Джонні О'Коннелл                                                | Corvette Racing                                     | Chevrolet Corvette C5-R                             | 2                                                   | 3758.398 км                                         | Ролекс спорткар серії                                                                                  |
| 2002             | 2 лютого 3 лютого                                   | Дідьє Тейс Фреді Лінгард Макс Папіс Мауро Бальді                                                     | Doran Lista Racing                                  | Dallara SP1-Judd                                    | 27                                                  | 4102.153 км                                         | Ролекс спорткар серії                                                                                  |
| 2003             | 1 лютого 2 лютого                                   | Кевін Буклер Майкл Шром Тімо Бернхард Йорг Бергмістер                                                | The Racer's Group                                   | Porsche 911 GT3-RS                                  | 66                                                  | 3981.839 км                                         | Ролекс спорткар серії                                                                                  |
| 2004             | 31 січня 1 лютого                                   | Крістіан Фіттіпальді Террі Борчеллер Форест Барбер Енді Пілгрім                                      | Bell Motorsports                                    | Doran JE4-Pontiac                                   | 54                                                  | 3013.98 км♣                                         | Ролекс спорткар серії                                                                                  |
| 2005             | 5 лютого 6 лютого                                   | Макс Анджелеллі Уейн Тейлор Еммануель Коллар                                                         | SunTrust Racing                                     | Riley MkXI-Pontiac                                  | 10                                                  | 4068.300 км♣                                        | Ролекс спорткар серії                                                                                  |
| 2006             | 28 січня 29 січня                                   | Скотт Діксон Ден Уелдон Кейсі Мірс                                                                   | Target Ganassi Racing                               | Riley MkXI-Lexus                                    | 02                                                  | 4205.82 км                                          | Ролекс спорткар серії                                                                                  |
| 2007             | 27 січня 28 січня                                   | Хуан-Пабло Монтойя Сальвадор Дуран Скотт Пруетт                                                      | Telmex Ganassi Racing                               | Riley MkXI-Lexus                                    | 01                                                  | 3826.972 км                                         | Ролекс спорткар серії                                                                                  |
| 2008             | 26 січня 27 січня                                   | Хуан-Пабло Монтойя Даріо Франкітті Скотт Пруетт Мемо Рохас                                           | Telmex Ganassi Racing                               | Riley MkXI-Lexus                                    | 01                                                  | 3981.839 km                                         | Ролекс спорткар серії                                                                                  |
| 2009             | 24 січня 25 січня                                   | Девід Донохью Антоніо Гарсія Дарел Лав Бадді Райс                                                    | Brumos Racing                                       | Riley MkXI-Porsche                                  | 58                                                  | 4211.009 км                                         | Ролекс спорткар серії                                                                                  |
| 2010             | 30 січня 31 січня                                   | Жоао Барбоса Террі Борчеллер Райан Далзьел Майк Роккенфеллер                                         | Action Express Racing                               | Riley MkXI-Porsche                                  | 9                                                   | 4326.15 км                                          | Ролекс спорткар серії                                                                                  |

♣ — У зв'язку з погодними умовами (сильний дощ, туман) гонки, деякий час, проводились під червоними прапорами, але не зупинялись.
♦ — Встановлено новий рекорд дальності.